# Jilm u Hradecké brány
Jilm u Hradecké brány je památkově chráněný strom rostoucí Třeboni, v Jihočeském kraji. Jedná se o jilm vaz (Ulmus laevis Pallas), který je registrovaný pod číslem 102911 AOPK. Je to mimořádně významný strom jak z hlediska dendrologického, ekologického, tak i krajině estetického.

## Základní údaje
- název: Jilm u Hradecké brány
- druh: jilm vaz (Ulmus laevis Pallas)
- obvod: 382 cm v době vyhlášení, tj. v roce 2003
- výška: 22 m (v roce 2003)
- věk: 150 let (v roce 2003) – odhad podle dobových fotografií[3]

## Popis
Jilm roste v Dukelské ulici, 100 m pěší chůze od Hradecké brány na parcele č. 180/1, směrem k železniční stanici Třeboň lázně, naproti Botanickému ústavu AV ČR v Třeboni. Původně rostl ve dvoře domu (čistírna prádla a krejčovství). Dům byl zbořen a jilm se tak stal dominantou okolí.
Strom byl vyhlášen památným dne 30. září 2003 na základě rozhodnutí Městského úřadu v Třeboni vydaného 1. srpna 2003, které nabylo právní moci dne 26. září téhož roku.
Jilm má velkou kulatou korunu se třemi kosterními větvemi. V době jeho vyhlášení za památný strom (2003), dosahoval výšky 22 m, obvod jeho kmene činil 382 cm a byl zdravý.  Kolem stromu bylo zřízeno ochranné pásmo mající tvar kruhu, jehož poloměr odpovídá desetinásobku průměru kmene stromu, tj. 12,3 m. Strom je šestým největším jilmem vazem v Česku.

## Údržba stromu
Kosterní větve jeho koruny jsou preventivně opatřeny bezpečnostními lany proti povětrnostním vlivům. V roce 2007 byl proveden zdravotně-bezpečnostní řez.

## Památné stromy a významné lokality v okolí
- Krčínův dub, také nazývaný Čertův dub
- Dub u rybníka Velké Stavidlo
- Třeboňsko, chráněná krajinná oblast a ptačí oblast
- Branské doubí, přírodní památka
- Soví les, přírodní památka
- Štičí rybník, evropsky významná lokalita z důvodu výskytu puchýřky útlé (Coleanthus subtilis)

## Galerie

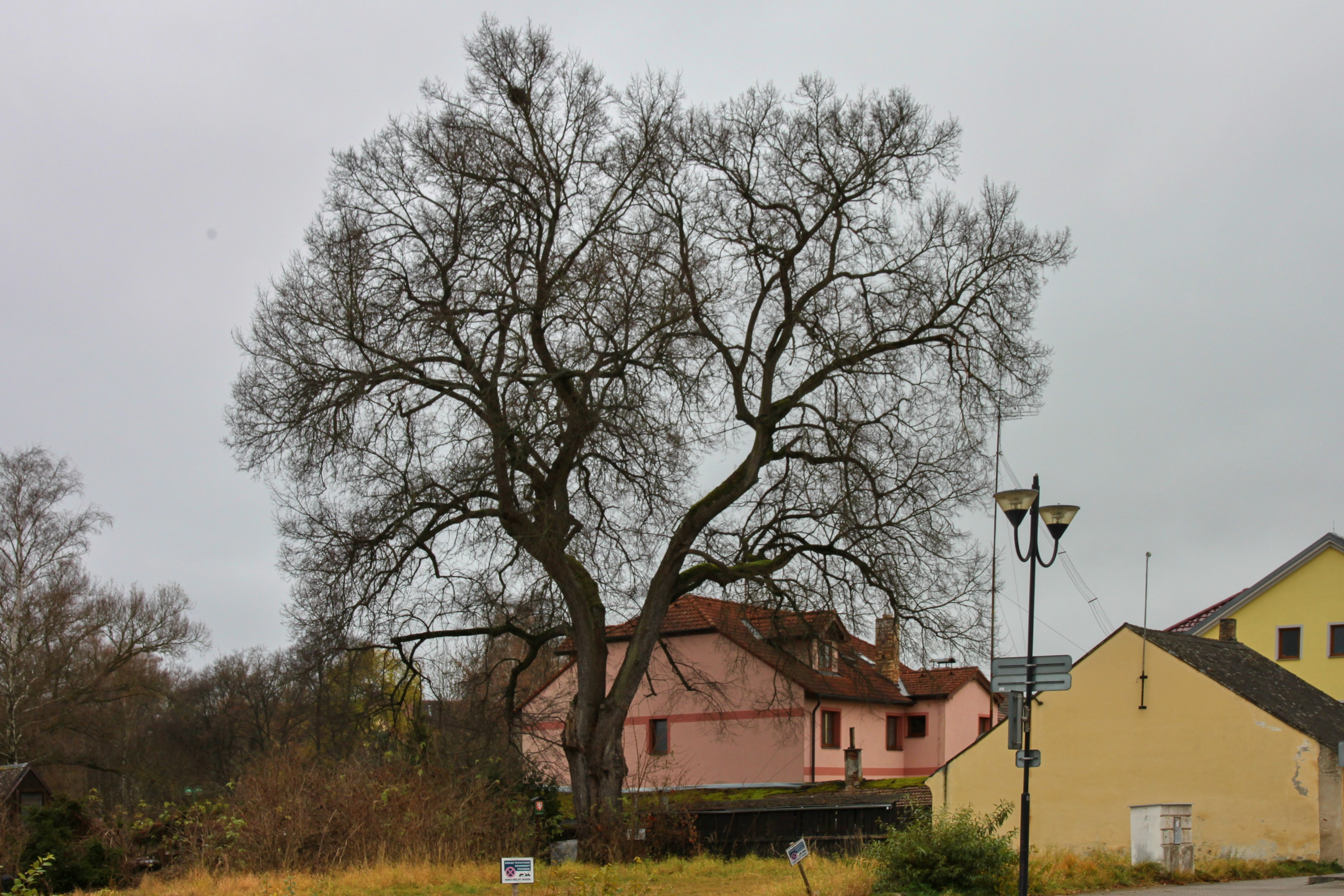
Pohled od východu
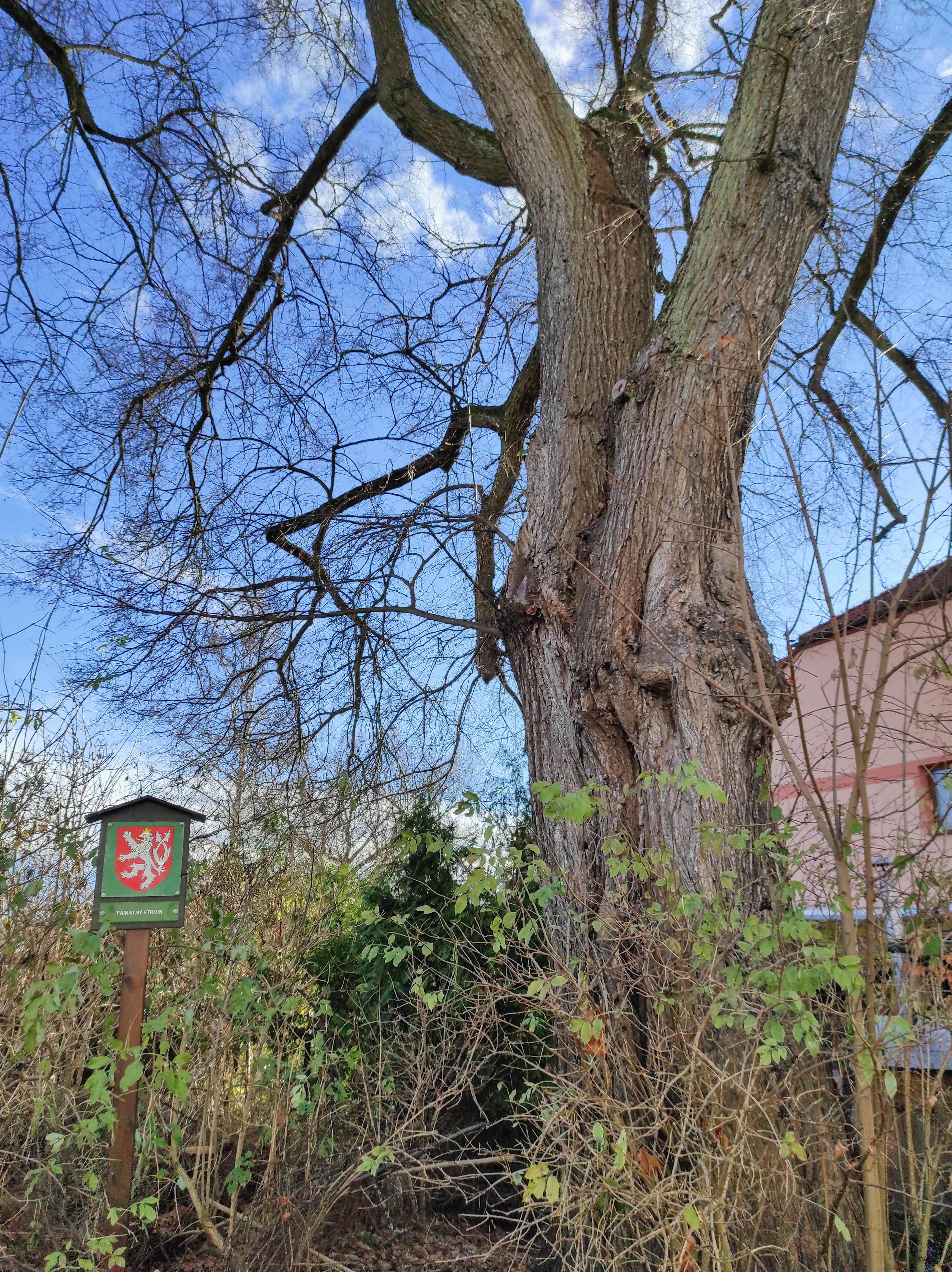
Kmen a cedule označující památný strom
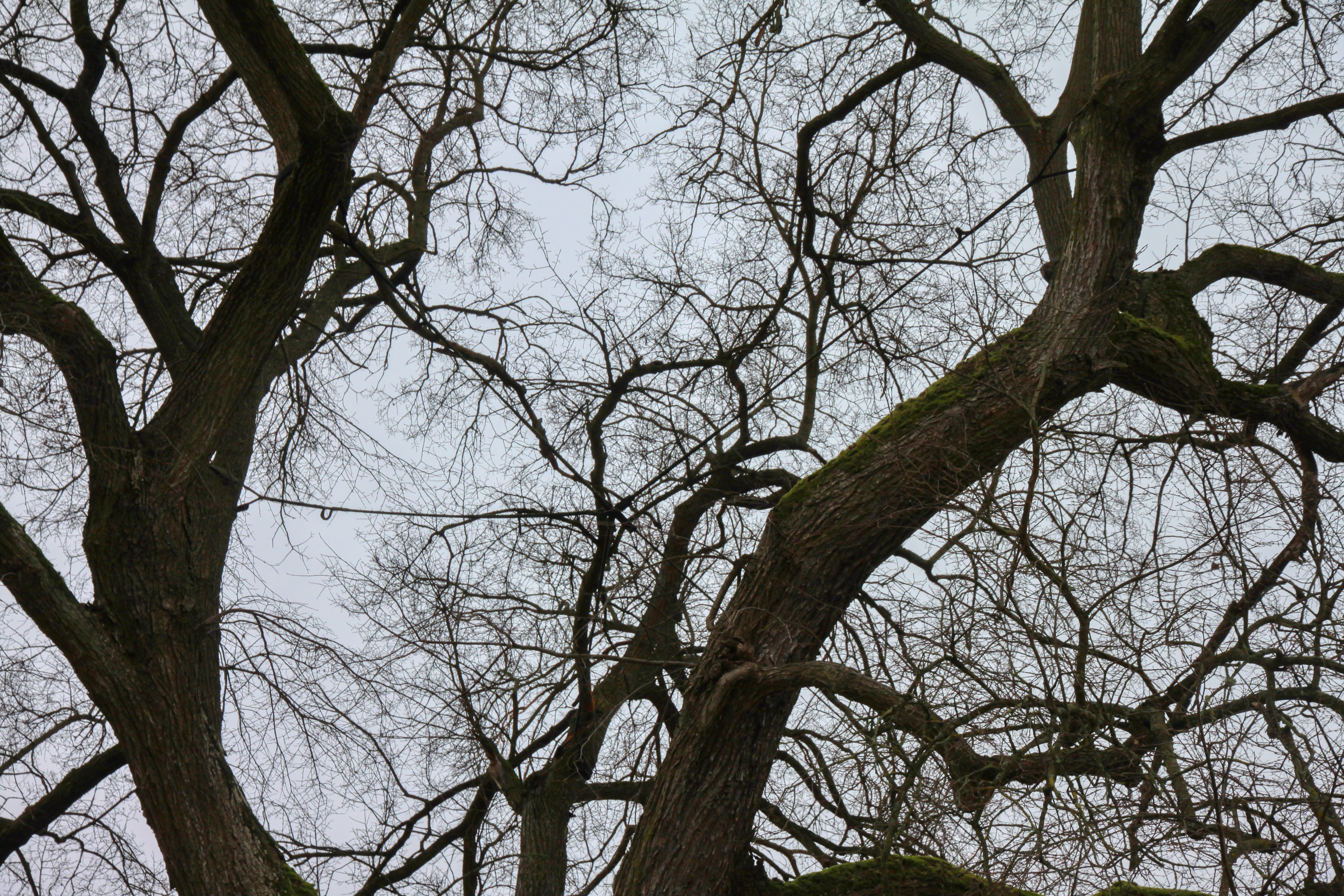
Bezpečnostní lana v koruně stromu